# ウィリアム・ヘイス
ウィリアム・シェイクスピア・ヘイス（William Shakespeare Hays、1837年7月19日 - 1907年7月23日）は、アメリカ合衆国の詩人、作詞家である。
日本では文部省唱歌「冬の星座」（堀内敬三作詞）、「故郷の廃家」（犬童球渓作詞）の作曲家として知られている。